# Coppa di Sudan
La Coppa di Sudan (in arabo كأس السودان‎?) è una competizione calcistica sudanese per club. Il torneo, a eliminazione diretta, è stato istituito nel 1962.

## Albo d'oro
| Stagione  | Vincitore              | Risultato         | Finalista          |
| --------- | ---------------------- | ----------------- | ------------------ |
| 1963      | Al-Merrikh             | –                 |                    |
| 1964-1969 | non disputata          | non disputata     | non disputata      |
| 1970      | Al-Merrikh             | –                 |                    |
| 1971      | Al-Merrikh             | –                 |                    |
| 1972      | Al-Merrikh             | –                 |                    |
| 1973      | non disputata          | non disputata     | non disputata      |
| 1974      | Al-Merrikh             | –                 |                    |
| 1975-1976 | non disputata          | non disputata     | non disputata      |
| 1977      | Al-Hilal Omdurman      | –                 |                    |
| 1978      | Al Nil                 | –                 |                    |
| 1979-1980 | non disputata          | non disputata     | non disputata      |
| 1981      | Hay al-Arab Port Sudan | –                 |                    |
| 1982      | Al-Ahli Wad Medani     | –                 |                    |
| 1983      | Al-Merrikh             | –                 |                    |
| 1984      | Al-Merrikh             | –                 |                    |
| 1985      | Al-Merrikh             | –                 |                    |
| 1986      | Al-Merrikh             | –                 |                    |
| 1987      | Al-Mourada             | –                 |                    |
| 1988      | Al-Merrikh             | –                 |                    |
| 1989      | Al-Mourada             | –                 |                    |
| 1990      | Al-Ittihad Wad Medani  | –                 |                    |
| 1991      | Al-Merrikh             | –                 |                    |
| 1992      | Al-Merrikh             | –                 |                    |
| 1993      | Al-Hilal Omdurman      | –                 |                    |
| 1994      | Al-Merrikh             | –                 |                    |
| 1995      | Al-Mourada             | –                 |                    |
| 1996      | Al-Merrikh             | –                 |                    |
| 1997      | Al-Mourada             | –                 |                    |
| 1998      | Al-Hilal Omdurman      | 2 – 0             | Al-Merrikh         |
| 1999      | Al-Mourada             | –                 |                    |
| 2000      | Al-Hilal Omdurman      | 3 – 0             | Al-Ahli Wad Medani |
| 2001      | Al-Merrikh             | 1 – 0             | Al-Mourada         |
| 2002      | Al-Hilal Omdurman      | 2 – 0 (d'ufficio) | Al-Merrikh         |
| 2003      | non disputata          | non disputata     | non disputata      |
| 2004      | Al-Hilal Omdurman      | 0 – 0 (3–2 rig.)  | Al-Merrikh         |
| 2005      | Al-Merrikh             | 0 – 0 (4–2 rig.)  | Al-Hilal Omdurman  |
| 2006      | Al-Merrikh             | 2 – 0             | Al-Hilal Omdurman  |
| 2007      | Al-Merrikh             | 1 – 0             | Al-Hilal Omdurman  |
| 2008      | Al-Merrikh             | 0 – 0 (2–0 rig.)  | Al-Hilal Omdurman  |
| 2009      | Al-Hilal Omdurman      | 2 – 1             | Al-Merrikh         |
| 2010      | Al-Merrikh             | 2 – 0             | Al-Hilal Omdurman  |
| 2011      | Al-Hilal Omdurman      | 2 – 0 (d'ufficio) | Al-Merrikh         |
| 2012      | Al-Merrikh             | 0 – 0 (3–1 rig.)  | Al-Hilal Omdurman  |
| 2013      | Al-Merrikh             | 2 – 0 (d'ufficio) | Al-Hilal Omdurman  |
| 2014      | Al-Merrikh             | 3 – 1             | Al-Hilal Omdurman  |
| 2015      | Al-Merrikh             | 3 – 1             | Al-Hilal Omdurman  |
| 2016      | Al-Hilal Omdurman      | 2 – 1             | El Hilal El Obeid  |
| 2017      | Al-Ahly Shendi         | 1 – 1 (4–2 rig.)  | Al-Hilal Omdurman  |
| 2018      | Al-Merrikh             | 4 – 1             | El Hilal El Obeid  |
| 2018-2019 | non disputata          |                   |                    |
| 2019-2020 | non disputata          |                   |                    |
| 2020-2021 | non disputata          |                   |                    |
| 2021-2022 | Al-Hilal Omdurman      | 0 - 0 (4–3 rig.)  | Al-Ahli Khartoum   |

## Vittorie per squadra
| Club                   | Vittorie | Anni |
| ---------------------- | -------- | --- |
| Al-Merrikh             | 25       | 1963, 1970, 1971, 1972, 1974, 1983, 1984, 1985, 1986, 1988, 1991, 1992, 1994, 1996, 2001, 2005, 2006, 2007, 2008, 2010, 2012, 2013, 2014, 2015, 2018 |
| Al-Hilal Omdurman      | 10       | 1977, 1993, 1998, 2000, 2002, 2004, 2009, 2011, 2016, 2021-2022                                                                                      |
| Al-Mourada             | 5        | 1987, 1989, 1995, 1997, 1999 |
| Al-Ahly Shendi         | 1        | 2018 |
| Al-Ahli Wad Medani     | 1        | 1982 |
| Al Nil                 | 1        | 1978 |
| Hay al-Arab Port Sudan | 1        | 1981 |
| Al-Ittihad Wad Medani  | 1        | 1990 |